# Franz Jacobi
Franz Jacobi (ur. 20 lipca 1888 w Dortmundzie, zm. 13 lutego 1979 Salzgitter), niemiecki działacz sportowy i przemysłowiec. Najbardziej znany z funkcji prezydenta i jednego ze współzałożycieli klubu piłkarskiego Borussii Dortmund.

## Działalność sportowa
Był prezydentem Borussii Dortmund od 1910 do 1923 roku, gdy w wyniku kłopotów finansowych zastąpił go Heinz Schwaben. Później był prezesem honorowym. Stworzył statut związku piłkarskiego BV Borussia 09 Dortmund.